# Rue des Minimes (Paris)
La rue des Minimes se situe dans le 3e arrondissement de Paris. 

## Situation et accès
Elle est située entre la rue de Turenne et la rue des Tournelles.
Ce site est desservi par la station de métro Chemin Vert.

## Origine du nom
Cette voie doit son nom au fait qu'elle longeait le couvent des Minimes, qui fut transformé en caserne de gendarmerie.

## Historique
La création de la rue est contemporaine de celle de la place Royale (1605), aujourd'hui place des Vosges. Le cloître a disparu en 1912.

## Bâtiments remarquables et lieux de mémoire
- Nos 2-8 : les Minimes appartenaient à un ordre de franciscains fondé en 1435 par saint François de Paule. Ce couvent, construit sur une partie des anciens jardins de la maison royale des Tournelles, date de 1611 et comportait un cloître, disparu en 1912, un réfectoire et une bibliothèque de 20 000 volumes imprimés et manuscrits. Il fut fermé à la Révolution et, en 1823, s'y installe une caserne de gendarmerie. La façade possède des vestiges de l'ancienne chapelle. À l'intérieur, une rampe d'escalier du XVIIe siècle est classée aux monuments historiques.

C'est au couvent des Minimes qu'a eu lieu la rencontre entre Descartes et Pascal, le 24 septembre 1647, grâce au père Marin Mersenne.[réf. nécessaire]
- No 7 : maison du XVIIIe siècle, restaurée en 1952. L'écrivain et journaliste Guy Darol y a vécu de 1960 à 1973.
- No 12 : le pavillon du XVIIe siècle orné de doubles pilastres est le dernier vestige du couvent des Minimes. C'est le premier niveau du clocher-tour bâtit par François Mansart, en 1657[2].
- Accès au jardin Arnaud-Beltrame.

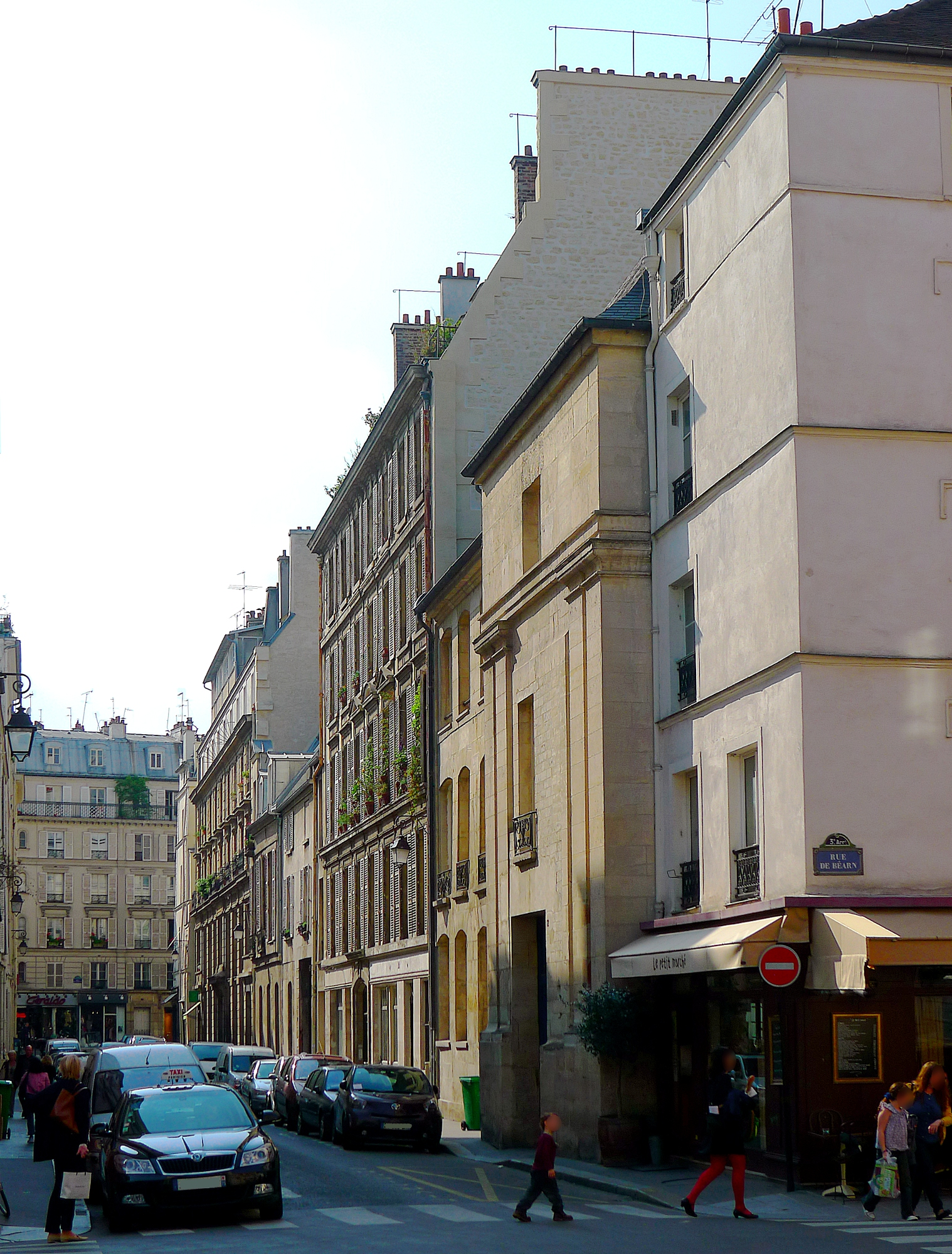
Rue des Minimes au carrefour de la rue de Béarn.
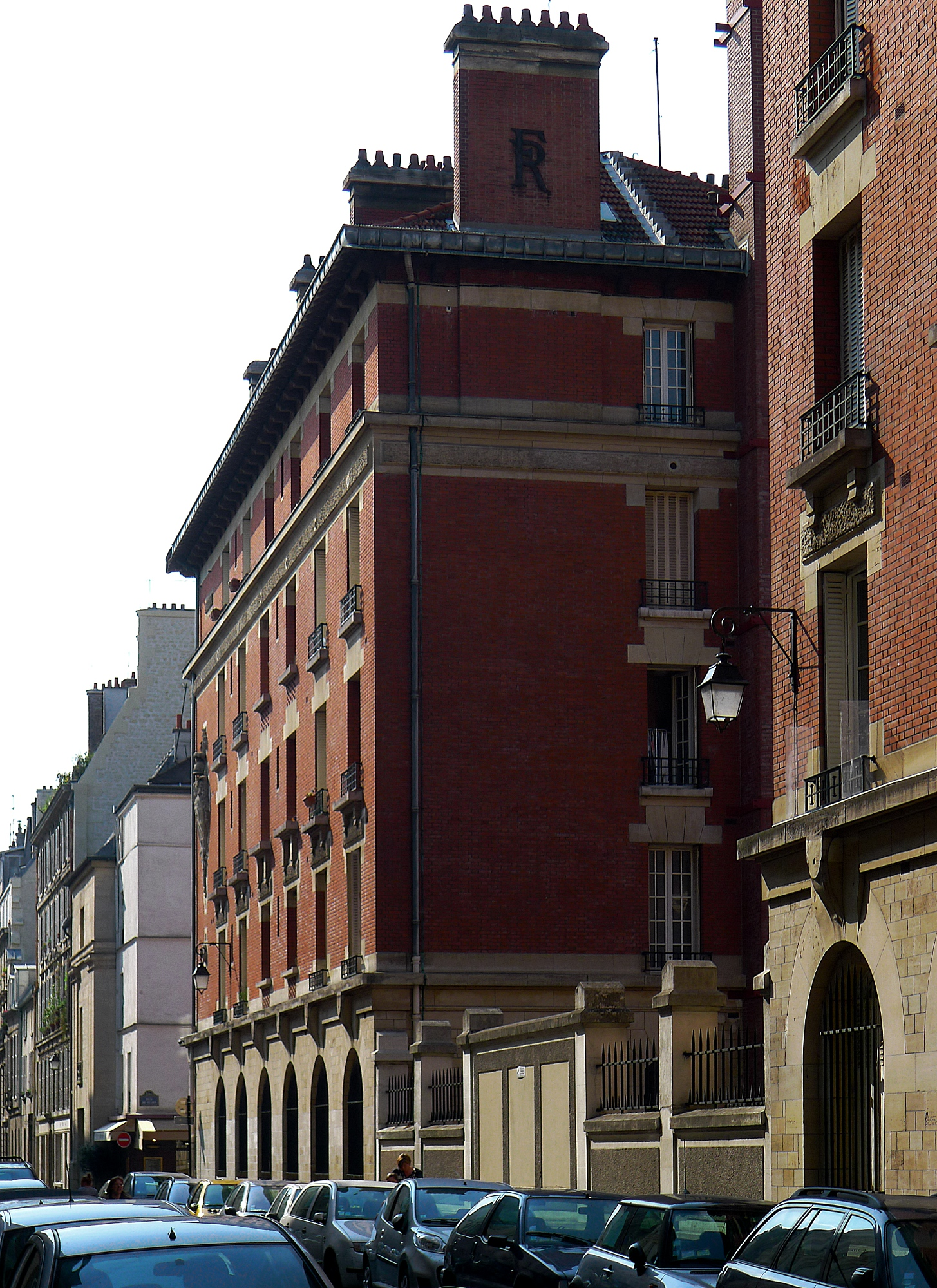
Rue des Minimes au niveau de la caserne de gendarmerie.